# 科尼卡县
科尼卡县（英語：Conecuh County）是位于美国亚拉巴马州南部的一个县，县治埃弗格林。根据美国人口调查局2000年统计，共有人口14,089，其中白人占55.4%、非裔美国人占43.55%。